# Mikuláš Štefan Ferienčík
Mikuláš Štefan Ferienčík (Zvolen, 1º agosto 1825 – Martin, 3 marzo 1881) è stato un giornalista, scrittore e attivista slovacco.
Adottò gli pseudonimi di Jančík, Mikuláš z Pohronia e Mladen.

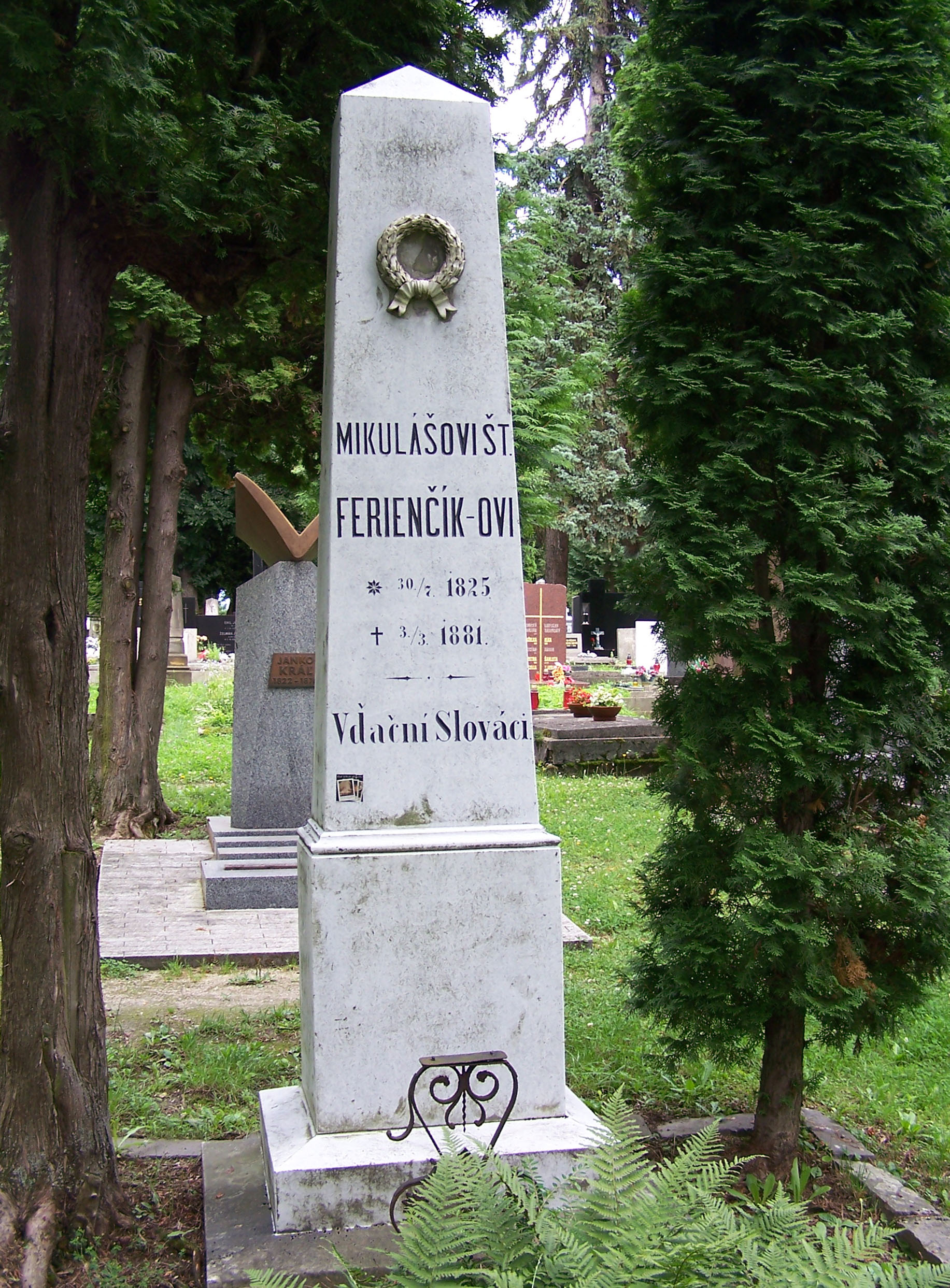
La tomba nel Cimitero nazionale di Martin.

## Biografia
Era figlio di Daniel Ferienčík e di Jana Goldbergerová. 
Studiò alle scuole medie di Jelšava e di Banská Štiavnica, quindi proseguì gli studi di filosofia e di teologia fino al 1846 nel liceo evangelico di Levoča e dopo il 1846 studiò giurisprudenza a Prešov. Nel 1856 superò l'esame per entrare in magistratura a Presburgo, l'odierna Bratislava. Fu impegnato in diverse località, fra cui Banská Bystrica, e con diverse mansioni nella pubblica amministrazione. Visse anche a Brezno, ove sposò Aurélia Tibélyová Scrisse poesie, racconti romantici e d'amore, romanzi sociali, prosa didattica e pezzi teatrali. Fu il primo traduttore dell'ispettore generale di Gogol'. Prese parte all'Insurrezione slovacca del 1848-1849 come capitano dei volontari. Fu redattore dei giornali Pešťbudínske vedomosti, Národnie noviny, Národný hlásnik e Orol. Nel 1868 fu uno dei fondatori della Società tipografia per azioni di Martin.
Il suo epistolario si conserva nell'archivio letterario della Matica slovenská, di cui fu uno dei fondatori.

## Opere
- Pri kozube ("Presso il focolare", racconto, 1853)
- Nešťastná rodina ("La famiglia infelice", racconto, 1860)
- Pravda predca zvíťazí, Budapešť, 1862
- Bratia ("I fratelli", racconto, 1863)
- Jedľovský učiteľ, Skalica, 1899
- V zákutí sveta ("Nel nascondiglio del mondo", Trenčín, 1879)
- Sestra koketa ("La sorella civetta", 1879)
- Nepokojný odpočinok ("Il riposo inquieto", 1880)